# 柳运光
柳运光（1918年5月—2016年2月9日），山东栖霞县人，中华人民共和国政治人物。

## 生平
1936年7月加入中国共产党，先后在烟台等地开展党的地下工作，参与组织天福山起义。1937年11月，起历任胶东工委委员、特委委员，胶东区党委委员、统战部部长。1939年11月，任中央党校秘书科科长、组教科副科长。1945年4月至6月，参加了中国共产党第七次全国代表大会。9月参与组织八路军东北先遣支队庄河登陆。10月，起先后任中共东北局秘书、中共大连市委副书记、中共旅大地委副书记。1949年5月起，历任青岛市军管会委员、企业工委书记。1950年7月，任山东分局工业部副部长。1953年1月，任第一机械工业部船舶局副局长。1958年2月，任沈阳东北工学院党委第一书记兼副院长。文化大革命期间，受到迫害。1980年10月任成都地质学院党委书记。1983年6月离休。2016年2月9日，在大连逝世，享年97岁。